# Милица Миљанов
Милица Миљанов (Медун, око 1860 — око 1950) била је једна од три кћери црногорског војсковође Марка Миљанова. Прославила се као ратница у Првом светском рату, борећи се широм Балканских ратишта.

## Биографија
Милица Миљанов рођена је средином 19. века у Медуну изнад Подгорице, као ћерка чувеног црногорског војсковође и књижевника Марка Миљанова и његове прве жене Милосаве. Када су, после 18 година брака, Марку Миљанову за кратко време умрли мајка, отац и жена, он се са три ћерке, Анђом, Милицом и Јоком, сели на Цетиње, како би их тамо могао школовати.
Када је стасала, Милица се удаје за Ивана Лазовића и са њим добија 1898. године ћерку Олгу. Олга Иванова Лазовић била је списатељица, плесачица, композиторка, филозоф и учитељица, али је остала запамћена као Олгивана Лојд Рајт (Olgivanna Lloyd Wright) супруга и сарадница чувеног америчког архитекте Френка Лојда Рајта (Frank Lloyd Wright)
У 1920-тим је имала кућу у Кочиној 25 и 27 са кирајџијама.

## Учешће у Првом светском рату
Прослављени војвода Марко Миљанов није имао мушких потомака, али је ратнички жар и љубав према народу, Отаџбини и слободи пренео на своје кћери. Милица Миљанов пријавила се у добровољце 1914. године и на ратишту остала до краја рата, борећи се широм Балканских ратишта. У тренутку када је приступила војсци већ је била мајка и у животном добу када се и мушкарци ослобађају војне обавезе. Пријавивши се у добровољце Милица Миљанов није морала да мења идентитет и пријављује се као мушко (што је најчешће био случај са српским женама које су се бориле у Великом рату). Под својим именом и са пушком у руци борила се од почетка до краја рата.

## Наслеђе
О улози жена у Великом рату говори и монодрама „Челичне ратнице - Жене добровољци у Првом светском рату” Јелене Миле, која је изведена децембра 2014. године у Историјском музеју Србије, у пратећем програму изложбе „Србија 2014”. Међу сведочењима је и прича Милице Марка Миљанова.